# Brian Stock (Historiker)

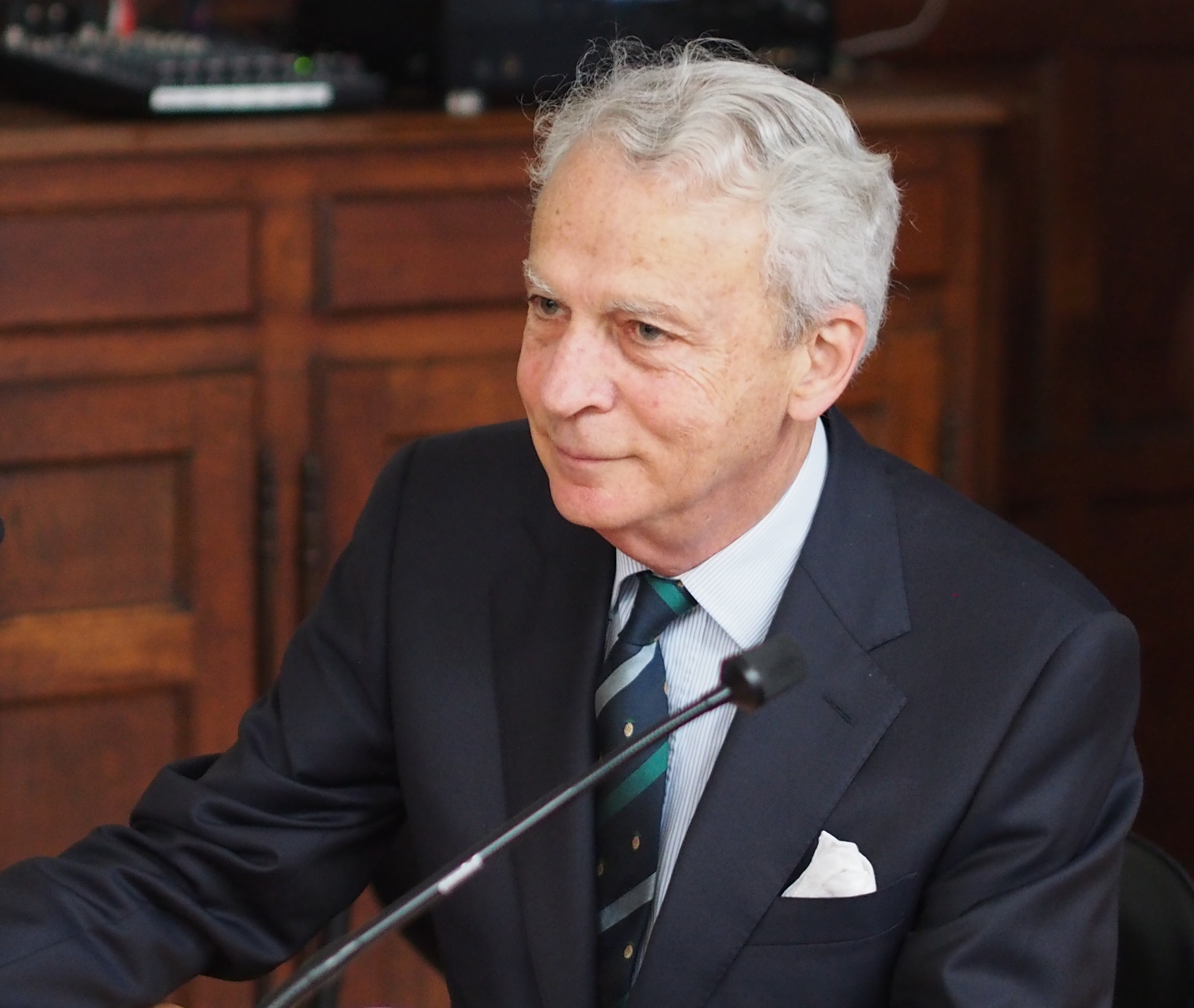
Brian Stock (2013)

Brian Charles Alexander Stock (* 8. Juni 1939 in Spokane) ist ein US-amerikanischer Historiker.

## Leben
Brian Stock ist Absolvent des Harvard College und des Trinity College (Cambridge) und hat an zahlreichen Universitäten in Kanada, den USA und Europa unterrichtet, darunter an der University of Cambridge, der University of Toronto und der University of California, Berkeley, wo er 2001 als Sather Professor die Vorlesungen Augustine’s Inner Dialogue. The Philosophical Soliloquy in Late Antiquity hielt. 2007 erhielt er den Antonio-Feltrinelli-Preis der Accademia dei Lincei (Rom), 2010 wurde er in die American Academy of Arts and Sciences gewählt.
Mit Charles Halpern, einem der Organisatoren des Center for Contemplative Mind, leitete er zwei Jahre lang das Komitee des American Council of Learned Societies für die Contemplative Practice Fellowships. Seine Forschung konzentriert sich auf das Erlernen von Lesen und Schreiben, Leseübungen und die Beziehung zwischen Lesen, innerem Leben des Geistes und weltlicher und religiöser Meditation in der klassischen Periode und im Mittelalter.

## Schriften (Auswahl)
- Myth and science in the twelfth century. A study of Bernard Silvester. Princeton 1972, ISBN 0-691-05201-8.
- The implications of literacy. Written language and models of interpretation in the eleventh and twelfth centuries. Princeton 1983, ISBN 0-691-05368-5.
- Augustine the reader. Meditation, self-knowledge, and the ethics of interpretation. Cambridge 1996, ISBN 0-674-05276-5.
- After Augustine. The Meditative Reader and the Text. Philadelphia 2001, ISBN 0-8122-3602-5.
- Ethics through Literature. Aesthetic and Ascetic Reading in Western Culture. Hanover 2007, ISBN 1-58465-699-9.
- Augustine’s Inner Dialogue. The Philosophical Soliloquy in Late Antiquity. Cambridge 2010, ISBN 0-521-19031-2.
- The Integrated Self. Augustine, the Bible, and Ancient Thought. Philadelphia 2017, ISBN 0-8122-4871-6.